# Mary Rutnam
Mary Rutnam, född Irwin i Elora i Ontaria i Kanada, 1873, död 1962, var en kanadensisk läkare verksam på Sri Lanka, som spelade en pionjärroll för kvinnorörelsen på ön.
Hon tog examen i medicin och gynekologi vid Women's Medical College of Trinity College in Toronto. Hon utbildade sig sedan till missionär hos American Board of Commissionaries for Foreign Missions i New York 1896. Hon gifte sig där med den kristna konvertiten Samuel Christmans Rutnam, en tamil från Sri Lanka. Paret bosatte sig sedan på Sri Lanka, där Mary Rutnam öppnade privatpraktik som gynekolog. 
Mary Rutnam spelade en stor roll för kvinnorörelsen på Sri Lanka. Redan under 1800-talet hade jämställdhetsfrågor tagits upp av Teosofiska Samfundet och buddhistiska föreningar, men det var Mary Rutnam som startade den organiserade sekulära kvinnorörelsen på ön genom grundandet av Ceylon Women's Union och Girl's Friendly Society 1904. Hon verkade för rösträtten, nykterhetsrörelsen, kvinnors och barns rättigheter, organiserade yrkeskurser för sjuksköterskor, bedrev kampanjer för preventivmedel och kvinnors och barns hälsa och sjukvård och arbetsförhållanden. 